# ۱۵۰۹ (میلادی)
۱۵۰۹ (میلادی) هزار و پانصد  و نهمین سال تقویم میلادی است.

## درگذشتگان
- ۲۱ آوریل - هنری هفتم، پادشاه انگلستان و فرمانروای ایرلند
- ۲۷ اوت - عبدالقادر بن حبیب صوفی و شاعر فلسطینی.

‎